# Abraham Jizchak Kupfersztoch
Abraham Jizchak Kupfersztoch, andere Schreibweisen Kupferstock oder Kupferstojk (* 24. Oktober 1864 in Warschau, Polen; † 2. März 1940 in Berlin als Abraham Izak Kuperstock) war ein deutsch-polnischer chassidischer Rabbiner.
Zunächst war er Leiter einer Talmud-Schule (Jeschiwa) in Warschau. Er sowie seine Schüler waren Anhänger des Chassidismus. Die Einrichtung, der er vorstand, zählte 80 bis 100 Schüler. Mit der Generalmobilmachung am 30. Juli 1914 zog das russische Militär junge Männer ein, unter anderem aus Polen. Das Militär zwang die Soldaten jüdischen Glaubens, auf die Ausübung ihrer Religion zu verzichten, so dass eine große Anzahl jüdischer Soldaten desertierte, unter anderem drei Schüler Kupfersztochs. Diese wurden öffentlich gehängt. Rabbiner Kupfersztoch soll infolgedessen den Beschluss gefasst haben, durch Spionagetätigkeiten der russischen Armee zu schaden. Es wird vermutet, dass Rabbiner Kupfersztoch an geheime Unterlagen, die Verteidigungslinie der Russen betreffend, kommen konnte. Diese wurden an die deutsche Führung übermittelt. Die dadurch gewonnenen Erkenntnisse beeinflussten den für das Deutsche Reich günstigen Ausgang der Schlacht bei Tannenberg.
Der deutsche Kaiser Wilhelm II. sorgte in der Folge dafür, dass Rabbiner Kupfersztoch und seine Schüler sich in Berlin niederlassen konnten. Die neue Talmud-Schule wurde im Berliner Scheunenviertel untergebracht, einem Zentrum osteuropäischer orthodoxer Juden in der deutschen Reichshauptstadt. Außerdem gewährte Wilhelm II. Rabbiner Kupfersztoch eine lebenslange Rente, die ihm bis zu seinem Tod im Jahr 1940 gewährt wurde. Außerdem erhielt er die deutsche Staatsbürgerschaft. Nach Augenzeugenberichten soll Rabbiner Kupfersztoch den deutschen Reichspräsidenten Paul von Hindenburg, Leiter der 8. deutschen Armee während der Schlacht von Tannenberg, alljährlich zu seinem Geburtstag besucht haben.
Während der sog. Polenaktion im Oktober 1938 wurden 15.000 Juden mit polnischer Staatsangehörigkeit aus dem nationalsozialistischen Deutschland ausgewiesen, unter ihnen auch eine Reihe von Kupfersztochs Schülern. Zwei Wochen später, während der Pogromnacht vom 9. auf den 10. November, wurde ein Großteil jüdischer Geschäfte, Häuser und Synagogen auch im Berliner Scheunenviertel zerstört. Das Haus in der Münzstraße wurde von Polizisten bewacht und blieb unangetastet. Einige Schüler des Rabbiners wurden verhaftet und in das Konzentrationslager Sachsenhausen gebracht. Rabbiner Kupfersztoch reiste zwei Tage später nach dem Pogrom nach Sachsenhausen und erreichte die Freilassung seiner Schüler.
Rabbiner Abraham Jizchak  Kupfersztoch starb am 2. März 1940 in seiner Wohnung in der Münzstraße 14/16 an Myokarditis. Er wurde auf dem jüdischen Friedhof Adass Jisroel beerdigt. Die Schule wurde danach aufgelöst, und die Studenten in Konzentrationslager geschickt.